# دادگاه عالی قزاقستان

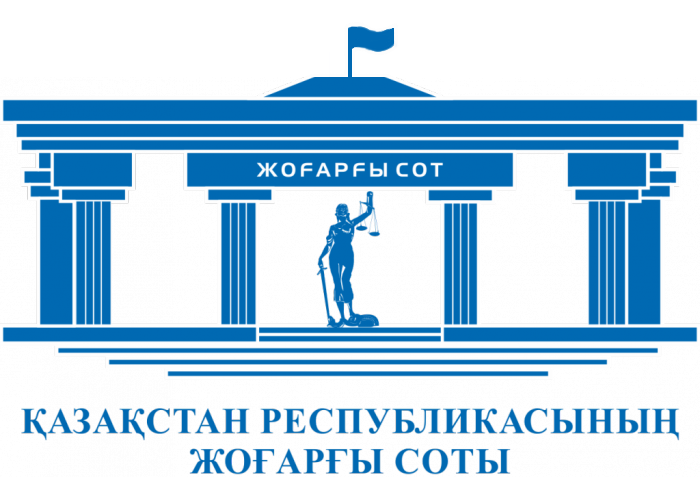
نشان‌وارهٔ رسمی دادگاه عالی کشور قزاقستان - ۲۰۲۲

دادگاه عالی قزاقستان (به انگلیسی: Supreme Court of Kazakhstan) بالاترین مرجع قضائی کشور است و بعد از آن دادستان کل قرار دارد. دادگاه قانون‌اساسی نیز وظیفه حراست و نظارت بر قانون‌اساسی کشور را برعهده دارد. این دادگاه در فوریه ۱۹۹۵ نتیجهٔ انتخابات ۱۹۹۴ را باطل اعلام کرد و در نتیجهٔ رأی به انحلال پارلمان داد.